# ナサニエル・ライアン
ナサニエル・ライアン（英: Nathaniel Lyon、1818年7月14日 - 1861年8月10日）は、アメリカ陸軍の職業軍人であり、南北戦争の北軍では最初に戦死した将軍である。戦争の初期段階のミズーリ州で活躍したことが知られている。
ライアンはアメリカ史の中でも議論の多い人物である。ミズーリ州のアメリカ合衆国脱退を止めるために素早く行動したことと強硬な連邦主義を認める者もおれば、脱退問題について多くのミズーリ州人を熱くさせたキャンプ・ジャクソン事件のような出来事でのその周りを騒がせる影響力や役割に疑問を抱く者もいる。

## 初期の経歴
ライアンはコネチカット州アッシュフォードの1農園で、アマサとケザイア・ノウルトンのライアン夫妻の息子として生まれた。少年の頃は農業を嫌った。その親戚にはアメリカ独立戦争で戦った者がおり、ライアンもその軌跡を辿ろうと決心した。1837年に陸軍士官学校に入学し、1841年に52名の士官候補生中11番目の成績で卒業した。
ライアンは卒業後第2アメリカ歩兵連隊に配属となり、連隊と共にセミノール戦争や米墨戦争で従軍した。メキシコとの戦争にアメリカが関わることに非を鳴らしていたが、メキシコシティの戦いで「敵砲兵隊を捕まえた時の目だった勇敢さ」で中尉に昇進し、コントレラスの戦いとチュルブスコの戦いで大尉に名誉昇進した。その後辺境に派遣され、1850年のカリフォルニア州クリア湖におけるブラッディアイランド虐殺と呼ばれるポモ族インディアンの虐殺に参加した。カンザス州のライリー砦に配転になった後で、頑固な奴隷制廃止論者になり、「血を流すカンザス」と呼ばれた境界州で勤務しているときに（著名な急進派共和党員との結び付きで）共和党員になった。1861年1月、脱退の危機について、「もはや理性に訴えても無益であり、剣に頼るだけだ」と記していた。

## セントルイス武器庫

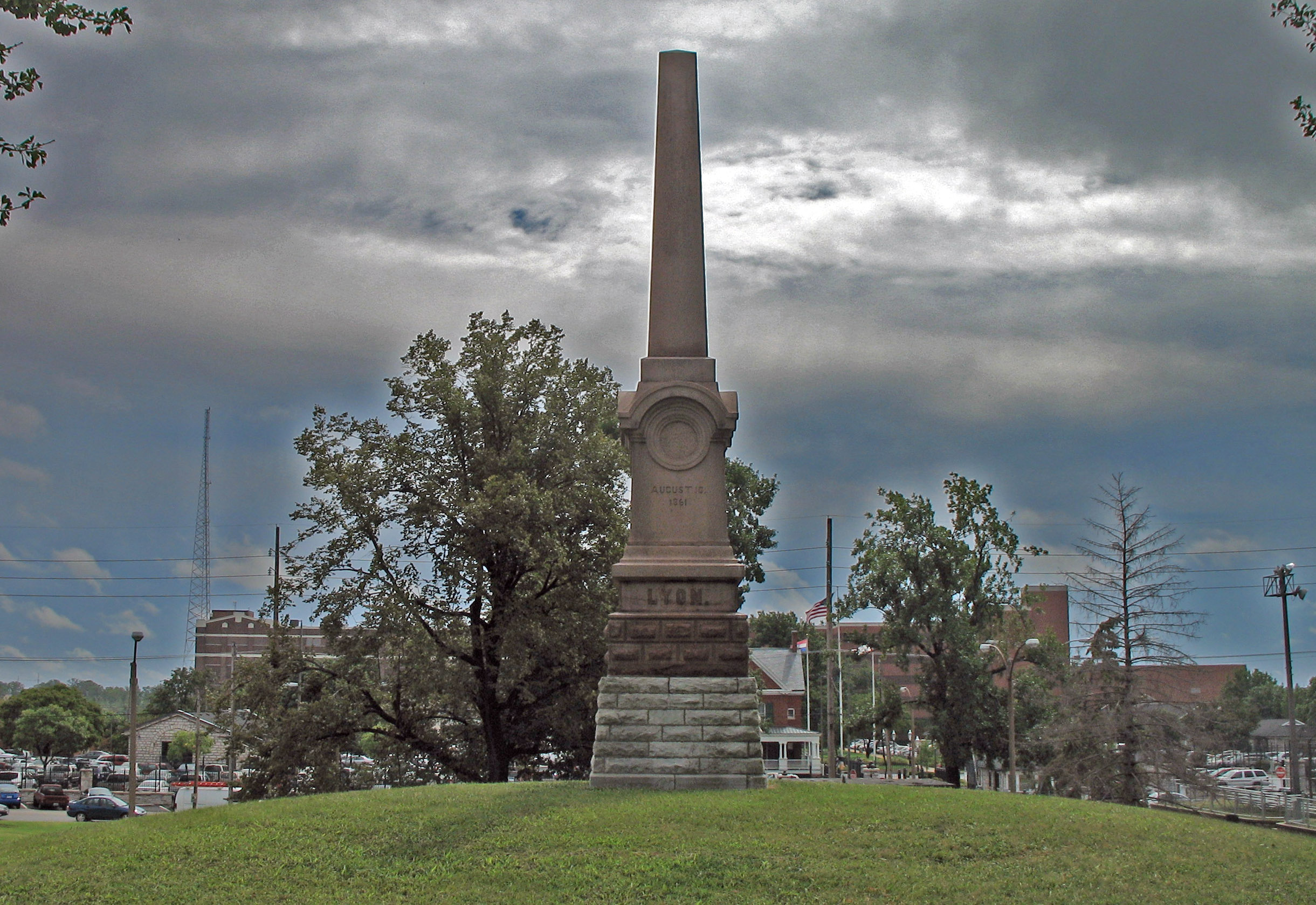
セントルイス武器庫を背景に立つナサニエル・ライアンの記念碑

1861年3月、ライアンは第2アメリカ歩兵連隊のD中隊を指揮してセントルイスに到着した。当時、ミズーリ州の民衆と政府は北部と南部の争いについて中立の立場を採ろうとしていたが、クレイボーン・F・ジャクソン知事は強力な南部の同調者であり、州議会の多くもそうだった。ライアンは、もし州が脱退を決め、北軍がセントルイスの北軍武器庫に十分な守備兵力を持っていなければ、ジャクソンはそこを占領しようとしているのではないかと痛切に心配した。ライアンは防御力を高めようとしたが、西部方面軍のウィリアム・S・ハーニー准将を含めその上官たちからの反対に遭った。そこでフランシス・プレストン・ブレア・ジュニアとの友情を利用して、自分を武器庫指揮官に指名させた。南北戦争が勃発すると、エイブラハム・リンカーン大統領は南軍を押さえ込むために軍隊を要求し、ミズーリ州には4個連隊を供給するよう求めてきた。ジャクソン知事はこの要請を拒否し、故郷の防衛のために訓練するという既定の目的の下でセントルイス郊外にミズーリ州兵を招集するよう命じた。
ライアン自身は北軍寄りの民兵組織であるセントルイス・ワイド・アウェイクに広範に関わってきており、その武器庫から武装させて北軍の1隊として加わろうと考えた。ライアンは武器庫の指揮権を得ると、夜に紛れてワイド・アウェイク隊を武装させた。武器庫の過剰な武器の大半は密かにイリノイ州に移動させた。南軍がバトンルージュのアメリカ軍武器庫で捕獲した大砲を運び出して、セントルイスのミズーリ州民兵キャンプに密かに移したことに気付いていた。ライアンは農夫人に変装して州兵キャンプを探ったと言われ、続いてジャクソンがミズーリ州兵のために武器庫を奪おうという計画を暴露したと主張した。5月10日、ミズーリ志願兵連隊と第2アメリカ歩兵連隊をそのキャンプに向かわせ、州兵の降伏を強いた。ライアンが捕虜を市内を通ってセントルイス武器庫まで行軍させるとセントルイスで暴動が起こった。この出来事がキャンプ・ジャクソン事件を誘発し、ライアンの部隊が群がる民衆に発砲して少なくとも75人を負傷させ、28人を殺した。連邦軍兵士2名と民兵3名も殺され、他に負傷した者もいた。どちらが最初に発砲したかが論争となっており、それは酔っ払った暴徒からだったという証言もあるし、謂れの無い攻撃だったと主張する者もいる。ライアンはそれでも准将に昇進し、ミズーリ州北軍の指揮を任された。ライアンは7月2日に西部軍指揮官に就いた。

## ジャクソンの追跡
6月、ライアンはセントルイスでハーニーが締結していた協定を更新するためにジャクソンとじきじきに会見したが無駄に終わり、ジャクソンとミズーリ州兵隊に対する戦争を宣言した。ジャクソン知事はまずジェファーソンシティの州会議事堂に逃亡し、続いて州政府の面々とともにブーンビルに退いた。ライアンはミズーリ川を遡り、6月13日にジェファーソンシティを占領した。ライアンは追跡を続け、6月17日のブーンビルの戦いでミズーリ州兵隊の一部を打ち破った。ジャクソン、州政府およびミズーリ州兵隊は南西に撤退した。ライアンは北軍寄りの州政府を樹立し、後に残っていた連邦主義者で州検事総長のJ・プロクター・ノットを解任した。さらに南西に動く前にその軍隊を補強した。

## ウィルソンズ・クリークの戦い

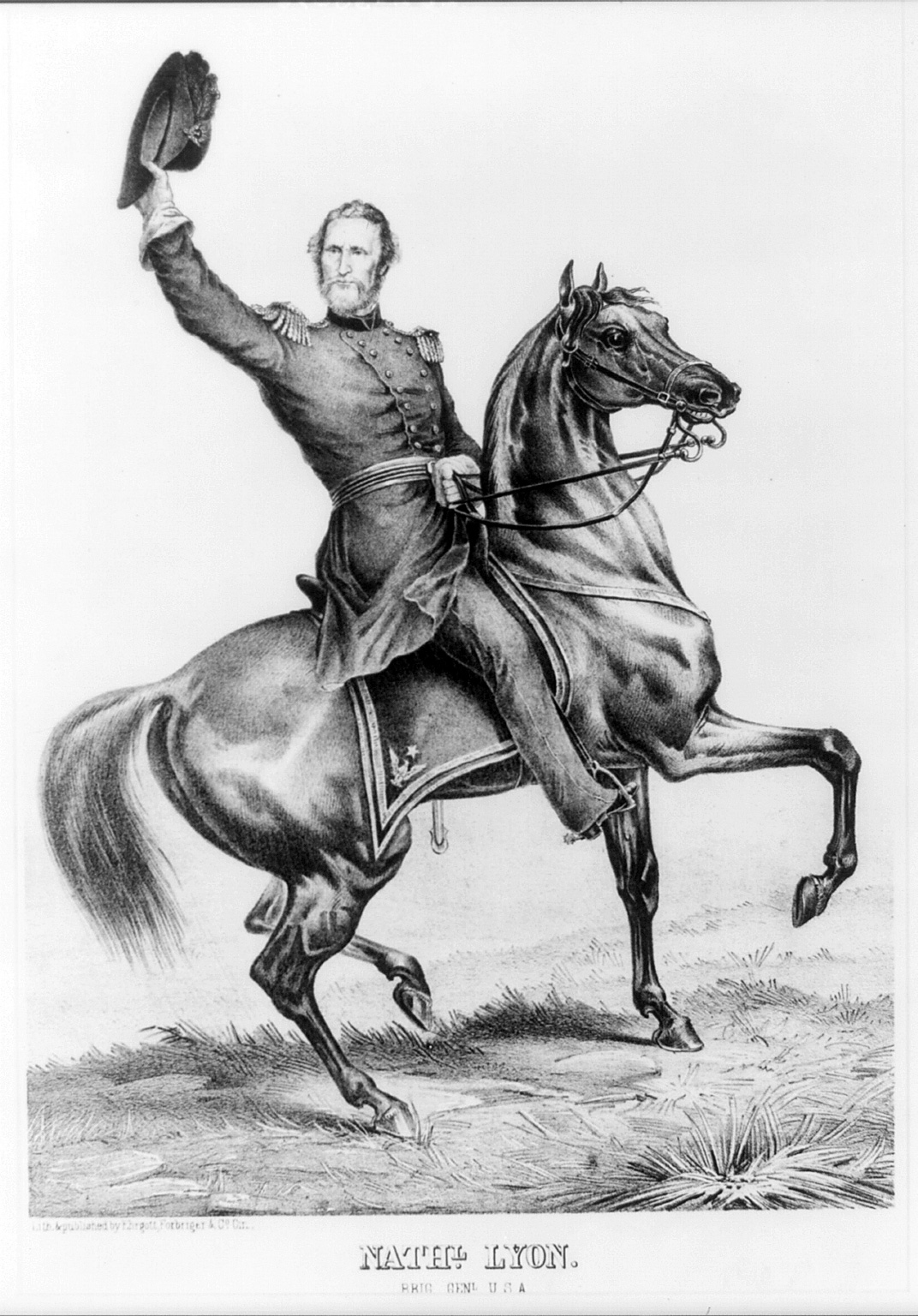
ナサニエル・ライアン、おそらくウィルソンズ・クリークの戦いを表現した版画

7月13日までに、ライアンはスプリングフィールドに約6,000名の北軍兵とともに宿営した。ミズーリ州兵隊はライアンから約75マイル (120 km) 南西におり、スターリング・プライスが指揮し、7月末近くにはベンジャミン・マカロック准将の部隊と合流した。混成南軍の勢力は約12,000名となり、スプリングフィールド攻撃の作戦を立て、7月31日に北東に行軍した。
両軍は8月10日の夜明けにスプリングフィールドの南数マイルで会した。ライアンはひどく劣勢になっていた兵士達を鼓舞している時に、既に2箇所の傷を負っていたが、頭、足および胸を撃たれて、劇的な戦死を遂げた。ウィルソンズ・クリークでは北軍が敗北したが、ライアンの素早い行動でミズーリ州の南軍寄り戦力の効力を無効化し、北軍がミズーリ州を支配することに貢献した。

## ライアンの亡骸の運命
ウィルソンズ・クリークから北軍が撤退した後の混乱の中で、ライアンの亡骸は誤って戦場に残され、南軍に発見された。それはスプリングフィールド郊外の北軍兵の農園に短期間埋葬され、その後ライアンの親戚に返還された。最終的に遺骸はコネチカット州イーストウッドの家族墓地に埋葬され、葬儀には推計15,000名の群集が参列した。スプリングフィールド国立墓地にはライアンを記念して慰霊碑が立っている。

## 遺産
ライアンはみすぼらしい外観の華奢な人物だった。その長靴は磨かれていないことが多く、制服はしばしば色褪せていた。記章は光を失っていた。それでも、その部隊兵はライアンを崇拝したと言われている。ライアンはカラシを好んだと言われ、戦闘の最中でも厚切りのパンの上にカラシを厚く塗っているのを部隊兵に目撃された。ライアンは結婚しなかった。その財産をアメリカ合衆国政府に遺贈したと書かれることもあるが、これにも論議がある。
1861年12月24日、アメリカ合衆国議会は、「故ナサニエル・ライアン准将の優れた愛国的奉仕に。彼の生命を捧げたその奉仕を受けた国はその栄光の一部として彼の名声を守り保存する。ミズーリ州スプリングフィールドの戦闘で圧倒的な敵に対して故ライアン将軍の下で国家の名誉を守り勝利を成し遂げた勇敢な士官達に議会に感謝の言葉をここに与える。」という感謝決議を成立させた。

## ライアンの名前に因んで
カンザス州ライアン郡、ミネソタ州ライアン郡、カリフォルニア州ライアンズ・バレー・ジャマルおよびネバダ州ライアン郡はナサニエル・ライアンの栄誉を称え名付けられた。2つの砦もライアンに因んで名付けられた。コロラド州のライアン砦と、南北戦争中にワシントンD.C.を守ったバージニア州ライアン砦である。